# Merkers-Kieselbach
Merkers-Kieselbach war eine Gemeinde im Wartburgkreis in Thüringen, die von 1994 bis zum 30. Dezember 2013 Bestand hatte.

## Geografie

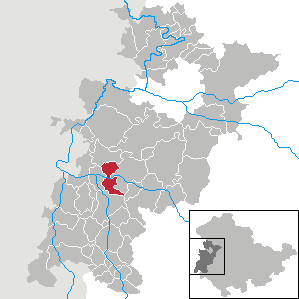
Lage der ehemaligen Gemeinde im Wartburgkreis

Merkers-Kieselbach lag beidseitig der Werra zwischen den Gebirgen Thüringer Wald und Rhön.

### Gemeindegliederung
Die Gemeinde Merkers-Kieselbach bestand aus den Ortsteilen Merkers, Kieselbach und dem kleinen Ortsteil Kambachsmühle.

## Geschichte
Erstmals wurde der Ortsteil Kieselbach im Jahr 1155 durch das Kloster Hersfeld urkundlich erwähnt, der Ortsteil Merkers im Jahre 1308.
Die beiden ehemals eigenständigen Gemeinden Merkers und Kieselbach schlossen sich im Jahr 1994 zur Einheitsgemeinde Merkers-Kieselbach zusammen.
Am 31. Dezember 2013 ist Merkers-Kieselbach mit der Nachbargemeinde Dorndorf in der neuen Einheitsgemeinde Krayenberggemeinde aufgegangen.

### Einwohnerentwicklung
Entwicklung der Einwohnerzahl:
| - 1994: 3706 - 1995: 3710 - 1996: 3623 - 1997: 3553 - 1998: 3493 - 1999: 3458 | - 2000: 3425 - 2001: 3375 - 2002: 3349 - 2003: 3285 - 2004: 3190 - 2005: 3167 | - 2006: 3171 - 2007: 3118 - 2008: 3098 - 2009: 3059 - 2010: 3042 - 2011: 2977 | - 2012: 2895 |

 Datenquelle: ab 1994 Thüringer Landesamt für Statistik – Werte vom 31. Dezember

## Politik

### Letzter Gemeinderat
Der letzte Gemeinderat von Merkers-Kieselbach setzte sich aus 16 Ratsmitgliedern zusammen:
- FWG Merkers-Kieselbach: 5 Sitze
- CDU: 5 Sitze
- LINKE: 4 Sitze
- SPD: 1 Sitz
- GRÜNE: 1 Sitz

(Stand: Kommunalwahl am 7. Juni 2009)

### Bürgermeister
Die letzte hauptamtliche Bürgermeisterin Inka Sollmann (parteilos) wurde mit 91 % der Stimmen gewählt.

### Wappen
Das Wappen wurde vom Heraldiker Uwe Reipert gestaltet und am 1. Juli 1994 eingeführt. Der Wellenbalken mit den Kieseln symbolisiert redend den Ortsnamen Kieselbach, die Burg repräsentiert die Krayenburg.

## Kultur und Sehenswürdigkeiten

### Bauwerke
- Erlebnisbergwerk Merkers – Das bei seiner Inbetriebnahme größte Kali-Bergwerk der Welt zieht jährlich Tausende Besucher in die „Welt des weißen Goldes“. Hier wurden 1945 große Teile der Reichsgoldreserve, Bargeld und Kunstwerke versteckt.
- Wehrkirche im Ortsteil Kieselbach – Die Kirche wurde im Jahre 1563 erbaut. Die älteste ihrer drei Bronzeglocken datiert aus dem Jahre 1462 und stammt wahrscheinlich von der Kapelle auf der Krayenburg.
- Historische Fachwerkhäuser in beiden Ortsteilen – in Kieselbach gibt es den ältesten noch erhaltenen und bewohnten Vier-Seiten-Hof.
- „Country-Canyon“ in Kieselbach – Der ehemalige alte Sandsteinbruch wurde vom Country Club Kieselbach liebevoll und detailgetreu zum Westerndorf ausgebaut.
- Regionalmuseum Krayenbergregion – Im Heimatmuseum des Ortsteiles Kieselbach wird Geschichte erlebbar und der Besucher erhält interessante Einblicke in Heimat und Brauchtum von Kieselbach und Umgebung.
- „Andreas-Fack-Haus“ – Im Geburtshaus des Rhönlied-Dichters Andreas Fack in Merkers wurde diesem zu Ehren liebevoll ein kleines Museum eingerichtet.

### Regelmäßige Veranstaltungen
- Kieselbach:
  - Februar: Karneval
  - Gründonnerstag: Osterfeuer
  - 1. Mai: Feuerwehrfest
  - Christi Himmelfahrt: Großveranstaltung in Country-Canyon
  - Juni: Sommerfest (Gartenbauverein) und Sportfest
  - Oktober: Kirmes
  - November: Martinsumzug
- Merkers:
  - Februar: Karneval
  - Mai: Floriansfeuer
  - Juni: Handball- und Sportfest
  - Oktober: Kirmes
  - November: Karneval

## Wirtschaft und Infrastruktur

### Gewerbegebiet
Das Gewerbegebiet Merkers befindet sich am östlichen Ortsrand von Merkers auf dem Gelände der ehemaligen Schachtanlage. Es verfügt über eine Gesamtfläche von 70 ha (Stand 2009). Weiterhin ist das Gewerbegebiet Am Hämbacher Kreuz von Bedeutung, es liegt unmittelbar an der Grenze zum Tiefenorter Ortsteil Hämbach.

### Verkehr
Die Bundesstraße 62 führt in west-östlicher Richtung durch den Ort Merkers, die Bundesstraße 84 durch Kieselbach.

## Sonstiges
Während des Zweiten Weltkrieges mussten 700 Kriegsgefangene sowie Frauen und Männer aus zahlreichen besetzten Ländern Zwangsarbeit verrichten: in den Kalischachtanlagen I und II von Merkers, in den Schächten I und II in Kaiseroda und Hämbach sowie in der Landwirtschaft.